# الحوية (ملحان)

تعديل مصدري - تعديل

الحوية هي إحدى قرى عزلة العمارية بمديرية ملحان التابعة لمحافظة المحويت، بلغ تعداد سكانها 68 نسمة حسب تعداد اليمن لعام 2004.